# Bohemia (bière)
Pour les articles homonymes, voir Bohemia.
La Bohemia est une marque de bière brésilienne uniquement vendue au Brésil. On peut aussi la trouver dans certains restaurants portugais, à Viana Do Castelo par exemple.

## Présentation
Elle a été fondée en 1853, par le colon et artiste allemand Henrique Kremer. Après sa mort, ses héritiers créent l'entreprise Augusto Kremer & Co., avant de la laisser à Frederico Guilherme Lindscheid en 1876.
Sa production initiale est de six mille bouteilles par mois. Les bières sont acheminées en charrettes tirées par des animaux, et les ventes sont directes. Plus tard, les ventes s'effectuent par des revendeurs dans la région de Petrópolis dans l'État de Rio de Janeiro.
Sous l'impulsion de Frederico Lindscheid, la société change de nom et devient la Brasserie impériale et nationale. À sa mort en 1898, sa fille Caroline, qui est mariée à Herique Kremer Jr., le petit-fils du fondateur, crée la Companhia Cervejaria Bohemia.
En 1960, la société est rachetée par la Companhia Antarctica Paulista. À l'heure actuelle, elle fait partie du groupe brassicole AmBev.
La Bohémia est considérée comme la plus vieille brasserie du Brésil, et la seule encore en fonctionnement au pays.

## Saveurs
Au moment de sa création, elle possède les caractéristiques des bières allemandes.
Au fil du temps, les caractéristiques des bières allemandes, fortes et amères, sont modifiées pour être conformes aux goûts de l'époque et les marques concurrentes, le goût devient plus léger et moins amer, sa saveur actuelle.
Aujourd'hui, on en trouve de plusieurs types : bohemia pilsen, bohemia weiss, bohemia escura, bohemia confraria.